# اقدارن (تاودانوست)
اقدارن هو دُوَّار يقع بجماعة إمليل، إقليم أزيلال، جهة بني ملال خنيفرة في المملكة المغربية. ينتمي الدوّار لمشيخة تاودانوست التي تضم 22 دوار. يقدر عدد سكانه بـ 44 نسمة حسب الإحصاء الرسمي للسكان والسكنى لسنة 2004.

## روابط خارجية
- البوابة الوطنية للجماعات الترابية
- المندوبية السامية للتخطيط